# Udstødningssystem
Et udstødningssystem er et manifoldsystem til bortskaffelse af udstødningsgas.
Udstødningsgasserne kommer på de fleste biler igennem en katalysator, som renser udstødningsgassen for de farlige NOx'er. Røgen sendes da videre gennem en eller flere lydpotter som dæmper lyden.
Et udstødningssystem kan bestå af følgende:
- et topstykkes udgangsventiler.
- fx halvdelen af en turbolader - den anden halvdel presser indsugningsluften sammen.
- fx en katalysator.
- fx en lydpotte.